# Districte de Soissons
El Districte de Soissons és un dels 5 districtes amb què es divideix el departament francès de l'Aisne, a la regió dels Alts de França. Compta amb 7 districtes i 159 municipis. El cap del districte és la sotsprefectura de Soissons.

## Cantons
cantó de Braine - cantó d'Oulchy-le-Château - cantó de Soissons-Nord - cantó de Soissons-Sud - cantó de Vailly-sur-Aisne - cantó de Vic-sur-Aisne - cantó de Villers-Cotterêts

## Història
| Data d'elecció                           | Identitat        | Partit |
| ---------------------------------------- | ---------------- | ------ |
| -2006                                    | Robert Djellal   |        |
| 2004-2007                                | Lionel Lemoine   |        |
| 2007-2012                                | Paul Coulon      |        |
| 2012-                                    | Frédéric Brassac |        |
| les dades anteriors no són pas conegudes |                  |        |
|                                          |                  |        |

## Demografia
| A partir de 1990 : Població sense dobles comptes |